# Бонтемпи, Джованни Андреа
Джованни Андреа Анджелини Бонтемпи (итал. Giovanni Andrea Bontempi; около 1624, Перуджа — 1 июля 1705, Торджано, Умбрия) — итальянский певец-кастрат, композитор, дирижёр, историк и теоретик музыки, архитектор.

## Биография
Настоящие имя и фамилия — Джованни Андреа Анджелини. Приставку Бонтемпи принял в честь своего патрона Чезаре Бонтемпи.
Учился музыке в школе пения и композиции в Ватикане у Вирджилио Мадзокки, там же, вероятно, его и оскопили.
С 1643 года начал с большим успехом выступать в капелле при Соборе Святого Марка в Венеции.
В 1657 году курфюрст Саксонии Иоганн Георг II, прослышав о славе композитора и певца, нанял его в качестве заместителя капельмейстера придворного оркестра, которым в то время руководил Генрих Шютц. В 1662 году Бонтемпи стал автором первой итальянской оперы, представленной в Дрездене.
В Дрездене он сдружился с ещё одним итальянцем на службе саксонского курфюрста — Марко Джузеппе Перандой; впоследствии они совместно сочинили несколько сценических произведений, среди которых «Дафна», которой открывалась отстроенная в 1672 году Дрезденская опера.
В 1664 году в качестве архитектора и мастера-механика был назначен в Придворный театр, а также стал инспектором в Доме комедии. Кроме назначений курфюрст также даровал Бонтемпи дворянский титул.
Через три года он вышел на пенсию и отправился на родину, где проявил свои архитектурные, музыкальные, композиторские и музыковедческие таланты, после чего, в 1687 году окончательно ушёл на покой и поселился недалеко от Перуджи.
Бонтемпи — композитор, автор трёх опер, ораторий и прочей духовной музыки. Кроме музыкальных трудов издал несколько трактатов по музыке, истории и архитектуре.
В последние годы жизни построил часовню св. Космы и Дамиана, где и был похоронен в 1705 году.

## Избранные музыкальные сочинения
- Il Paride (Опера) (Дрезден, 1662)
- Leben und Martyrium des Heiligen Emiliano (Оратория) (Дрезден, 1662)
- Musikalisches Schauspiel von der Dafne (Опера) (Дрезден, 1672)
- Jupiter und Jo (Опера) (Дрезден, 16732)

## Избранные исторические и теоретические труды
- Nova quatuor vocibus componendi methodus (теория композиции) (Дрезден, 1660)
- Hitorien des Durchlauchtigsten Hauses Sachsen (Дрезден, 1666)
- История венгерского восстания (Дрезден, 1672, Болонья, 1678)
- Tractatus in quo demonstrantur convenientiae sonorum systematis participati (Болонья, 1690)
- Historia musica (Перуджа, 1695)
- История происхождения саксов (Перуджа, 1697)
- Общая история музыки (Лондон, 1776-89).